# ウィルソン・ブラウン
ウィルソン・ブラウン・ジュニア（英: Wilson Brown, Jr., 1882年4月27日-1957年1月2日）はアメリカ海軍の軍人、最終階級は中将。
第二次世界大戦に参戦したアメリカ海軍軍人の古株の一人で、太平洋戦争初期にアメリカ海軍の空母任務部隊を率いた提督の一人。ある程度の戦果を収めたものの、やがて前線から退き、戦争の大半の期間を「裏方」として過ごした。

## 生涯

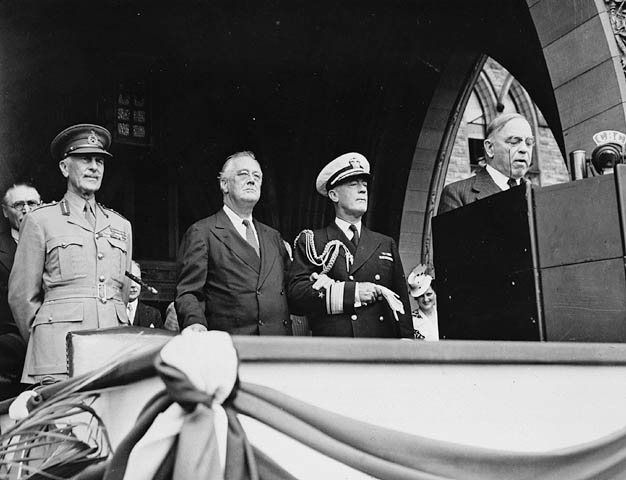
ルーズベルト大をサポートするブラウン。演説するのはカナダ首相キング（1943年8月25日・オタワ）

ウィルソン・ブラウン・ジュニアは1882年4月27日にペンシルベニア州フィラデルフィアに生まれる。海軍兵学校（アナポリス）に進み、1902年に卒業。卒業年次から「アナポリス1902年組」と呼称されたこの世代の同期にはジェームズ・リチャードソンがいる。成績はリチャードソンが5位で、ブラウンは44位だった。アナポリス卒業後、各種勤務を経たブラウンは、第一次世界大戦に派遣されたウィリアム・シムス大将のスタッフとなり、1918年には駆逐艦「パーカー」 (USS Parker, DD-48) の艦長を務める。
1920年から1921年にかけて、ブラウンは海軍大学校で学び、中佐に昇進する。カルビン・クーリッジ、ハーバート・フーヴァー両大統領の補佐官や戦艦「コロラド」 (USS Colorado, BB-45) の副官を経て1929年にはニューロンドン潜水艦基地司令に任命され、1932年に大佐に昇進したあとは戦艦「カリフォルニア」 (USS California, BB-44) 艦長に就任する。1934年に海軍大学校にスタッフとして加わり、2年後の1936年には少将に昇進して偵察艦隊訓練航空隊司令官を務める。1938年2月1日からはアナポリスの校長を務め、1941年2月1日に平時の名誉進級で中将に昇進して偵察艦隊司令官となった。
1941年12月8日の真珠湾攻撃のあと、ブラウンは空母「レキシントン」(USS Lexington, CV-2) を基幹とする第11任務部隊の司令官となる。真珠湾攻撃で戦艦は壊滅したものの空母が無傷だったため、当面は空母を使って反撃に打って出ることとなった。太平洋艦隊司令長官代理ウィリアム・パイ中将（アナポリス1901年組）はブラウンの第11任務部隊に当初、ジャルート環礁あるいはギルバート諸島奇襲の任務を与えていたが、ウェーク島の戦いの状況が厳しくなってきたので、 フランク・J・フレッチャー少将（アナポリス1906年組）率いる第14任務部隊の支援にまわった。第11任務部隊と第14任務部隊はウェーク島近海に急行したが、12月23日にウェーク島守備隊が降伏したことにより真珠湾に引き返した。1942年1月下旬、空母任務部隊による奇襲作戦が再び行われることとなり、ブラウンは1月23日に第11任務部隊を率いて真珠湾を出撃。マーシャル・ギルバート諸島機動空襲に呼応してウェーク島を攻撃することになっていたが、随伴の給油艦「ナチェス」 (USS Neches, AO-5) が日本潜水艦伊号第七二潜水艦（伊72）の雷撃で失われ、代替のタンカーも用意できなかったため攻撃は中止された。
日本軍の進撃は1月23日にラバウルに到達し、進撃を阻止するためブラウンの第11任務部隊がANZAC部隊（ハーバート・リアリー中将）に編入された。ブラウンは即座にラバウル攻撃を進言し、リアリーがこれを承認して第11任務部隊によるラバウル攻撃が行われることになった。第11任務部隊はラバウルの北東海域に向けて進撃していたが、2月20日にブーゲンビル島近海で日本軍の九七式飛行艇に発見されたのに続き、一式陸攻17機による空襲を受けたが、対空砲火と「レキシントン」の戦闘機により15機を撃墜し、損害を受けた艦はなかった（ニューギニア沖海戦）。しかし、回避運動により燃料を大幅に消費したため、ラバウル空襲は断念せざるを得なかった。ブラウンはラバウル攻撃を一度は断念したが、「ラバウルを攻撃するには空母は2隻以上必要」と進言し、この進言に基づいて、フレッチャー率いる、空母「ヨークタウン」 (USS Yorktown, CV-5) を基幹とする第17任務部隊が派遣されることになった。ブラウンは2つの任務部隊を率いて再度ラバウル攻撃を試みることになったが、戦況によって計画は突然変更される。3月8日、日本軍はニューギニア島のラエおよびサラモアに上陸し、ブラウンは目標をラエとサラモアに変更した。3月10日早朝、2つの任務部隊からの攻撃隊はオーエンスタンレー山脈を越えてラエとサラモアを奇襲し、特設巡洋艦「金剛丸」（国際汽船、8,624トン）などの日本軍艦船を撃沈および撃破した（ラエ・サラモアへの空襲）。
合衆国艦隊司令長官兼海軍作戦部長アーネスト・キング大将（アナポリス1901年組）のブラウン評は「かなり良い」とも「攻撃精神に欠ける」ともされるが、キングによる評価以前にブラウンの健康状態はよくなく、その身を案じた太平洋艦隊司令長官チェスター・ニミッツ大将（アナポリス1905年組）の計らいによって前線から去ることとなった。ブラウンは4月10日付で第11任務部隊司令官の職をオーブリー・フィッチ少将（アナポリス1906年組）に譲り、太平洋水陸両用軍司令官に転じた。次いで7月15日には少将の位置に戻ってボストンの第1海軍区司令官として東海岸に移り、1943年2月9日からはフランクリン・ルーズベルト大統領の海軍補佐官を務める。ホワイトハウス内にはルーズベルトのために「作戦地図室」なるものが作られ、ブラウンの任務はその作戦地図室の管理だった。1944年12月1日、ブラウンは中将の位で退役したが、人事局付として引き続きルーズベルトの補佐官を務め、ルーズベルトの死後に大統領に就任したハリー・S・トルーマンの下でも海軍顧問として仕えた。
ブラウンは1957年1月2日にニューヘイブン海軍病院で亡くなった。74歳没。第一次世界大戦の戦功で海軍十字章を、第11任務部隊司令官としての戦功で海軍殊勲章を受章した。
ブラウンの訃報に接したエレノア・ルーズベルトは次のような追悼文を寄せた。